# Steenenkamer (Putten)
Steenenkamer is een buurtschap in de gemeente Putten, in de Nederlandse provincie Gelderland. Zij ligt nabij de Veluwe, tussen het dorp Putten en het Nuldernauw in. Het karakter van het gebied is vooral agrarisch.
Hoofdplaats: Putten

Buurtschappen: Bijsteren · Diermen · Gerven · Halvinkhuizen · Hell · Hoef · Huinen · Huinerbroek · Huinerwal · Koudhoorn · Krachtighuizen · 't Oever · Steenenkamer · Veenhuizerveld

Gelderland: Steden en dorpen in Gelderland      Nederland: Provincies · Gemeenten